# Histoire des Juifs à Tarnów
La communauté juive de Tarnów existe depuis le XVe siècle, mais a surtout pris de l'importance au XIXe siècle et jusqu'à la Seconde Guerre mondiale. À la veille de la Seconde Guerre mondiale, elle compte plus de 25 000 membres représentant 45 % de la population de la ville. Elle est totalement anéantie pendant la Shoah.
Tarnów est une ville du sud de la Pologne, située dans la voïvodie de Petite-Pologne, en Galicie. La ville est située à environ 90 km à l'est de Cracovie et compte actuellement un peu moins de 110 000 habitants.

## Histoire de la communauté juive

### Les débuts de la communauté, duXVeauXVIIIesiècle
Les premières familles juives s'installent dans les faubourgs est de Tarnów au cours du XVe siècle. Au XVIe siècle, les Juifs ont l'autorisation d'acheter plusieurs maisons à l'intérieur des murs de la ville, mais dans des rues distinctes des rues chrétiennes. Ainsi se forme le quartier juif qui progressivement va s'étendre. 
Le 4 mai 1581, les Juifs de Tarnów reçoivent le privilège du prince Konstanty Wasyl Ostrogski, propriétaire de la ville, d'être exemptés de la juridiction urbaine de la ville et obtiennent la garantie de la sécurité de la synagogue et de leur cimetière.
Le XVIIe siècle est une période mouvementée de l'histoire polonaise. Tarnów est une ville privée qui va appartenir successivement aux familles Ostrogski, Zasławski, Koniecpolski, et Radziwiłł. L'attitude envers les habitants d'origine juive change avec les propriétaires. C'est ainsi qu'en 1633, à la demande du conseil municipal, un décret parait, interdisant l'admission de plus de Juifs dans la ville et leur prohibant de faire du commerce, de louer des propriétés et de percevoir des loyers. Le 3 juillet 1637, le prince Władysław Dominik Zasławski rétablit tous les privilèges antérieurs, mais ceux-ci sont de nouveau annulés en janvier 1654, probablement à cause du clergé. Les Juifs ont désormais l'interdiction d'acheter des terres chrétiennes.  
Dans la seconde moitié du XVIIe siècle, la ville fait face à de sérieux problèmes économiques et tombe en décrépitude. En 1670, le prince Aleksander Janusz Zasławski rétablit tous les droits accordés aux Juifs par les anciens dirigeants de la ville. Les marchands juifs peuvent s'installer à l'intérieur des murs de la ville. À partir de 1730, l'afflux de nouvelles familles juives est assez important. Vers 1740, apparaissent des guildes artisanales juives, conduisant en très peu de temps à l'effondrement des guildes chrétiennes, malgré le fait que les guildes juives soient obligées de payer des taxes fixes à leurs homologues chrétiens. Selon le recensement de 1765, 900 Juifs vivent à Tarnów.  En 1772, on dénombre 1 200 Juifs vivant à Tarnów, représentant 34 % de la population. Le quartier juif, habité principalement par les pauvres, s'étend le long des rues Żydowska et Pilźnieńska (aujourd'hui Wekslarska). La densité de population dans cette partie de la ville est très élevée. 
En 1788, une école juive est ouverte, dirigée par Naftali Herz Homberg. En 1842, un hôpital juif est construit et en 1890, la fondation du baron Hirsch ouvre une seconde école juive. 

### La communauté duXIXesiècle à laPremière Guerre mondiale
En 1848, lors du Printemps des peuples, une délégation de Lwów traverse Tarnów avec une pétition à l'empereur austro-hongrois. L'un des articles mentionne l'égalité des juifs avec les autres citoyens de l'empire. 

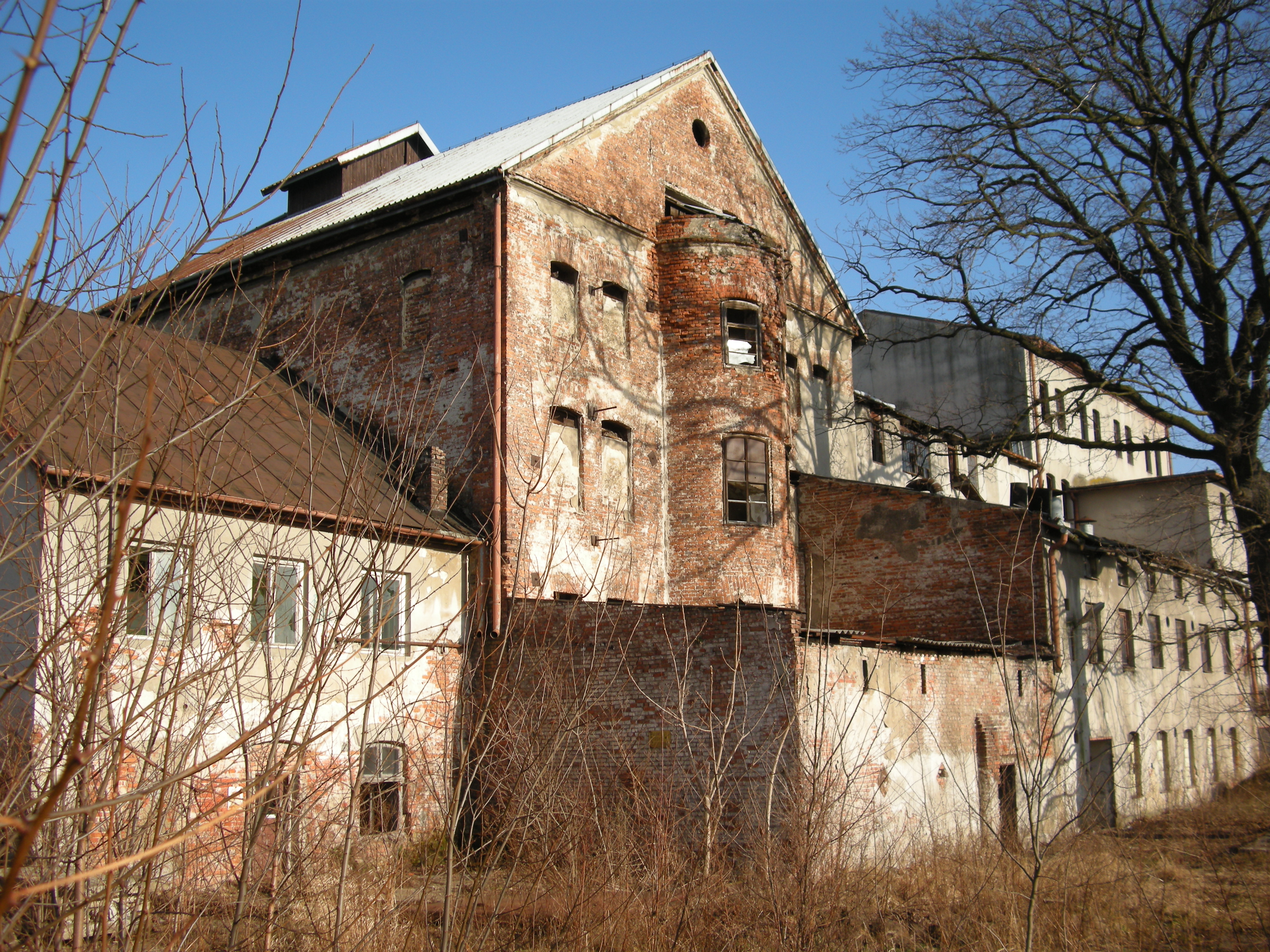
Ruines de l'ancien moulin à vapeur de Henryk Szancer

Au XIXe siècle, les Juifs de Tarnów jouent un rôle très important dans le développement économique de la ville. En 1846, ou 1859, Henryk Szancer construit le Tarnowskie Młyny Parowe (Moulin à vapeur de Tarnów). Au XIXe siècle, l'entreprises d'eau gazeuse Brandstaetter, l'usine de confiserie d'Herman Izraelowicz, une raffinerie de spiritueux, une usine de vinaigre et de produits chimiques d'A. Schwanenfeld, une usine de vodka de Julian Silbiger et de nombreuses tanneries sont créées et exploitées par des Juifs. Toute l'industrie du vêtement est aux mains des juifs. Ils dominent le commerce et la petite industrie. Leur quartier occupe la totalité de la partie est de la ville, appelée Grabówka, ainsi que la place du marché et quelques rues avoisinantes. En 1890, 11 677 Juifs habitent en ville, représentant 42,4 % de la population totale.  
Le 19 mai 1867, pour la première fois dans l'histoire de Tarnów, les habitants juifs élisent leurs représentants au conseil municipal: le Dr Herman Rosenberg, Dawid Rosner, le Dr Jakub Kreutzer, Henach Kleinmann, Jakub Fraenkel, Adolf Ringelheim, Hersch Majerhof, Jozua Maschler, Salomon Schleissteher, Simche Rappaport et Majer Fizyk Kellman.
Dans la seconde moitié du XIXe siècle, la personnalité la plus importante de la communauté juive est Herman Merz, copropriétaire d'un grand magasin. À partir de 1869, il est le président de la communauté juive. Au cours de son mandat, il programme de nombreux travaux, il rénove le mikvé (Bain rituel), restaure la grande synagogue, construit une synagogue sur la place Rybny  et rénove le cimetière juif. En 1888. Herman Merz fonde la Société juive de crédit à Tarnów, dont il devient président. Grâce à ses efforts, la communauté juive de Tarnów devient plus tard un modèle pour d'autres communautés juives galiciennes. 
En 1887 est fondée l'association sioniste Hatchija (Renaissance), qui changera plus tard son nom pour Zion. Dans les années 1891-1893, Tarnów devient un centre sioniste qui attire des organisations non seulement des villes de Galicie, mais aussi de Vienne et de Berlin. Dans les années 1895-1896, une quantité importante de vin et de fine est importée de Palestine pour être vendue dans les magasins locaux. Les profits dégagés par ces ventes sont reversés à des sociétés   de colonisation de la Palestine. En 1897, le responsable sioniste Abraham Salz fonde l'association Ahavat Zion (Amour de Sion) et l'association galicienne pour les travaux de colonisation en Palestine, avec ses bureaux à Tarnów. Le but est la création de nouvelles implantations en Palestine pour y installer des Juifs de Galicie. Dans ce but, Salz achète pour 100 000 francs français, 900 hectares de terre en Haute-Galilée au banquier Edmond de Rothschild, qu'il dénomme Machnaim. Au début de 1898, Ahavat Zion nomme Sigmund Bromberg comme administrateur de la colonie et l'envoie en Palestine. À l'automne 1898, les 11 premiers colons de Tarnów s'installent à Machnaim, suivis au début de l'année 1899 par cinq autres. En 1903, l'association des femmes sionistes Miriam est créée. En 1906, la fraction orthodoxe du mouvement Mizrahi, qui fonctionnait déjà à Tarnów avant 1884, est réactivée.  

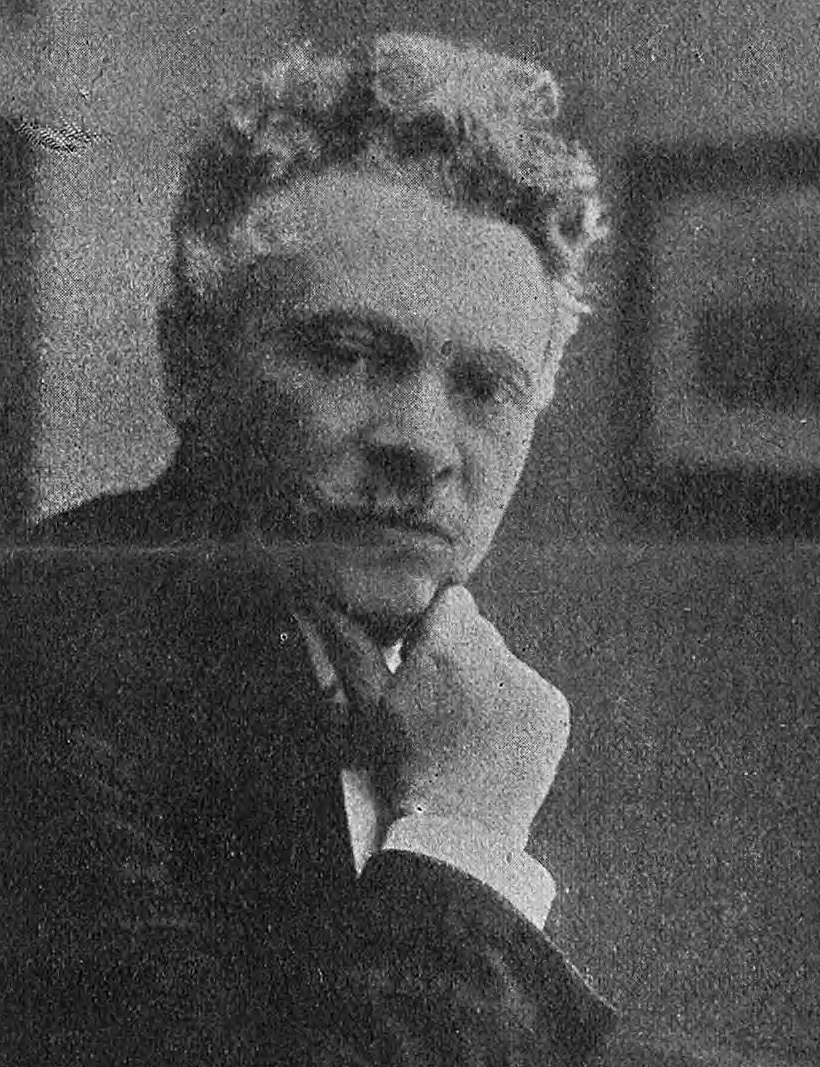
Eliasz Goldhammer, maire de Tarnów

Une loi coutumière observée à Tarnów jusqu'à la Seconde Guerre mondiale, spécifie qu'un juif est vice-maire de la ville. En 1906 le poste est occupé par le Dr Eliasz Goldhammer, un avocat.. Après la démission de Witold Rogoyski de la fonction de maire de la ville, Goldhammer occupe la charge de maire du 13 décembre 1906 au 14 janvier 1907. Eliasz Goldhammer est critiqué par les sionistes pour ses opinions assimilationnistes. Il fonde le Żydowska Partia Narodowa (Parti national juif) à Tarnów. Excellent avocat, il est connu comme l'avocat à la bouche d'or de Tarnów.  Pour commémorer ce citoyen exceptionnel, Tarnów a donné son nom à l'une de ses rues.
Les relations polono-juives sont dans l'ensemble bonnes. Chrétiens et Juifs coopèrent les uns avec les autres pour assurer une vie normale. Cependant ces relations peuvent parfois sur une rumeur ou un fait mineur s'envenimer. Des émeutes antijuives se produisent à Tarnów en 1871, 1873, 1874, 1880, 1884, 1888, 1889, 1900, 1901, 1916 et 1918. Souvent le fait d'une minorité de la population, ces émeutes sont réprouvées par une majorité de Chrétiens qui exigent des punitions sévères pour leurs auteurs. Lors de l'incendie de la cathédrale de Tarnów en 1869, les Juifs participent avec les catholiques au sauvetage du bâtiment. L'évêque Alojzy Pukalski envoie plus tard au rabbin une lettre de remerciement pour l'aide apporté par la communauté juive. 

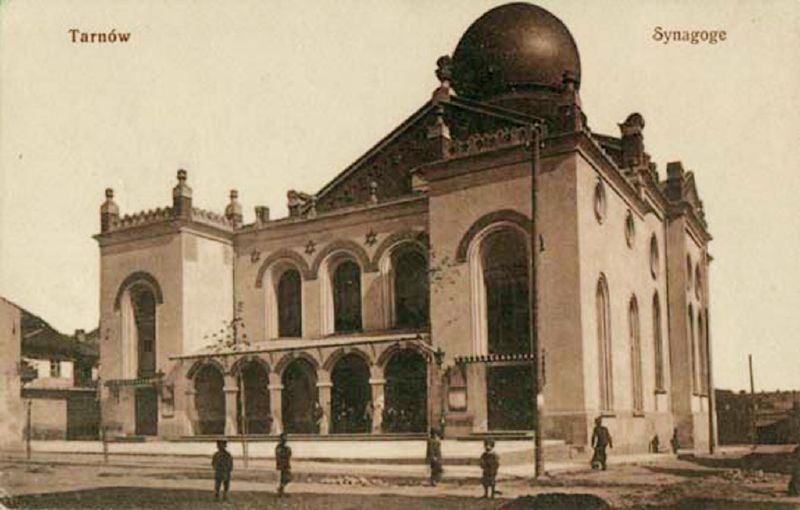
La nouvelle synagogue construite en 1908

En 1904 est mis en service un mikvé qui remplace l'ancien bain juif. C'est un bâtiment de style mauresque conçu par les ingénieurs Franciszek Hackbeil et Michał Mikoś. En 1908, est construite la plus belle synagogue de Tarnów, connue sous le nom de nouvelle synagogue ou synagogue du jubilé. C'est le bâtiment juif le plus imposant de la ville. En 1910, l'association Safa Berura est créée et va construire une école et une bibliothèque avec une collection de plus de 20 000 livres en hébreu, polonais et allemand.

### De la Première Guerre mondiale à l'invasion par l'Allemagne nazie
En 1914, les Juifs de Galicie, en particulier les sionistes, soutiennent les Polonais dans leur lutte pour l'indépendance. Les comités sionistes galiciens encouragent les Juifs à se battre. L'un des appels se lit comme suit: 
« Le moment est enfin venu où le peuple juif peut montrer sa grande sympathie et son admiration pour la nation polonaise [...]. Nous suivons le cours des événements avec haleine et admirons la marche des soldats polonais [...] , de tout notre cœur, nous vous souhaitons succès et bonheur dans cette campagne héroïque. »
Dans la période de l'entre-deux-guerres, en 1921, 15 600 Juifs vivent à Tarnów, représentant 42 % de la population totale. Dans les années 1920-1939, de 70 à 150 personnes émigrent chaque année en Palestine. En septembre 1939, le nombre de Juifs à Tarnów atteint environ 25 000 personnes soit 45 % de la population de la ville. Une partie figure parmi l'élite culturelle et intellectuelle de la ville. Il y a des avocats, des docteurs, des professeurs, des artistes et des entrepreneurs, mais la grande majorité des Juifs est pauvre. À cette époque la communauté juive de Tarnów est par le nombre de ses membres la quatrième de Galicie, derrière Lwów, Cracovie et Stanisławów, mais la première en termes de pourcentage de Juifs par rapport à la population totale de la ville. 

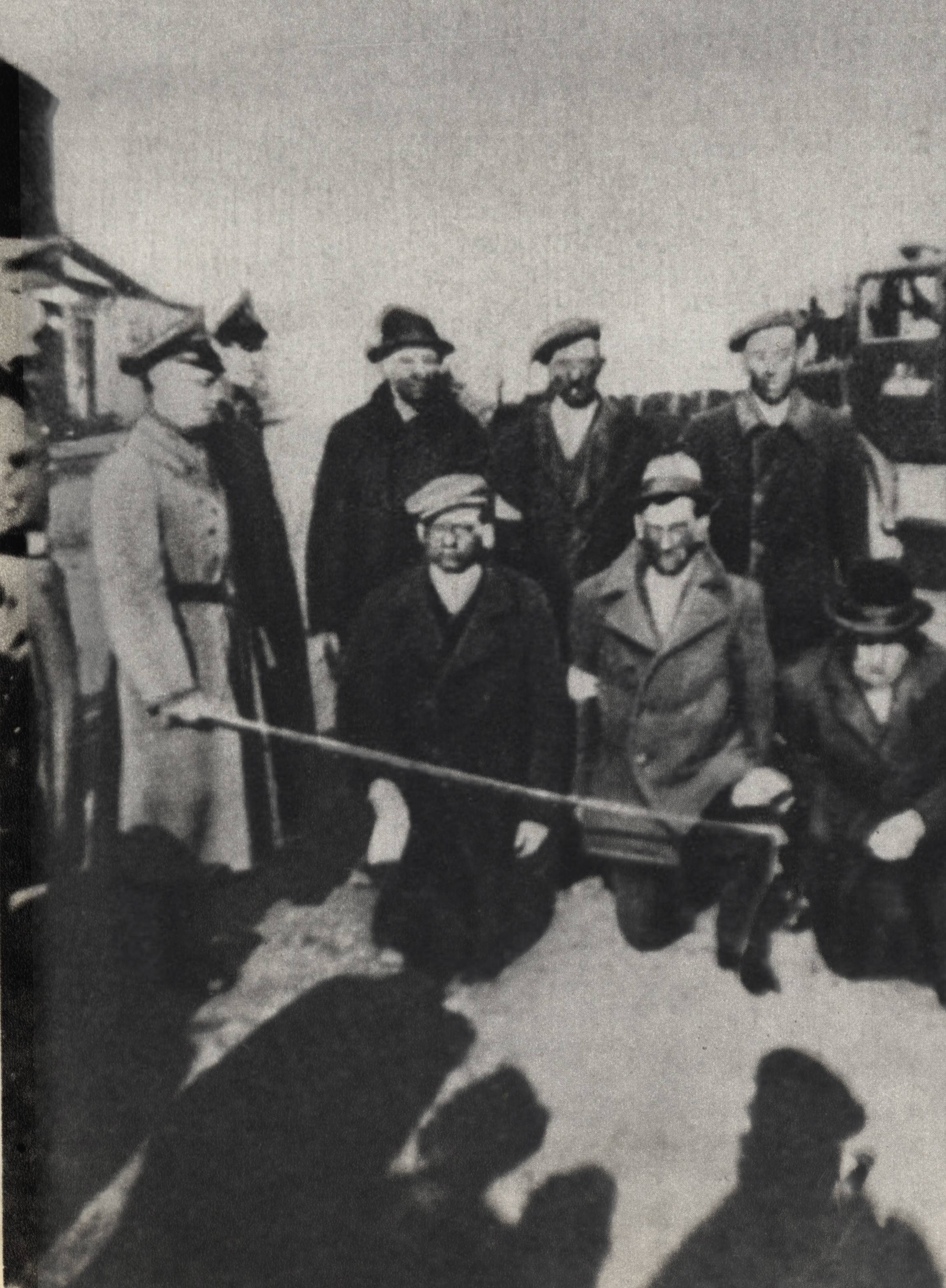
Juifs humiliés par des soldats allemands dans le ghetto de Tarnów

### LaSeconde Guerre mondialeet laShoah
L'armée allemande entre dans Tarnów le 7 septembre 1939, au tout début de la Seconde Guerre mondiale. En un mois, toutes les synagogues et les quarante maisons de prières juives sont incendiées ou dynamitées. En mai 1940, les Allemands organisent les premières déportations vers le camp de concentration d'Auschwitz, principalement de l'intelligentsia et des leaders politiques juifs. En mars 1941, un ghetto est établi où vont s'entasser près de 40 000 Juifs de Tarnów et des régions environnantes. 

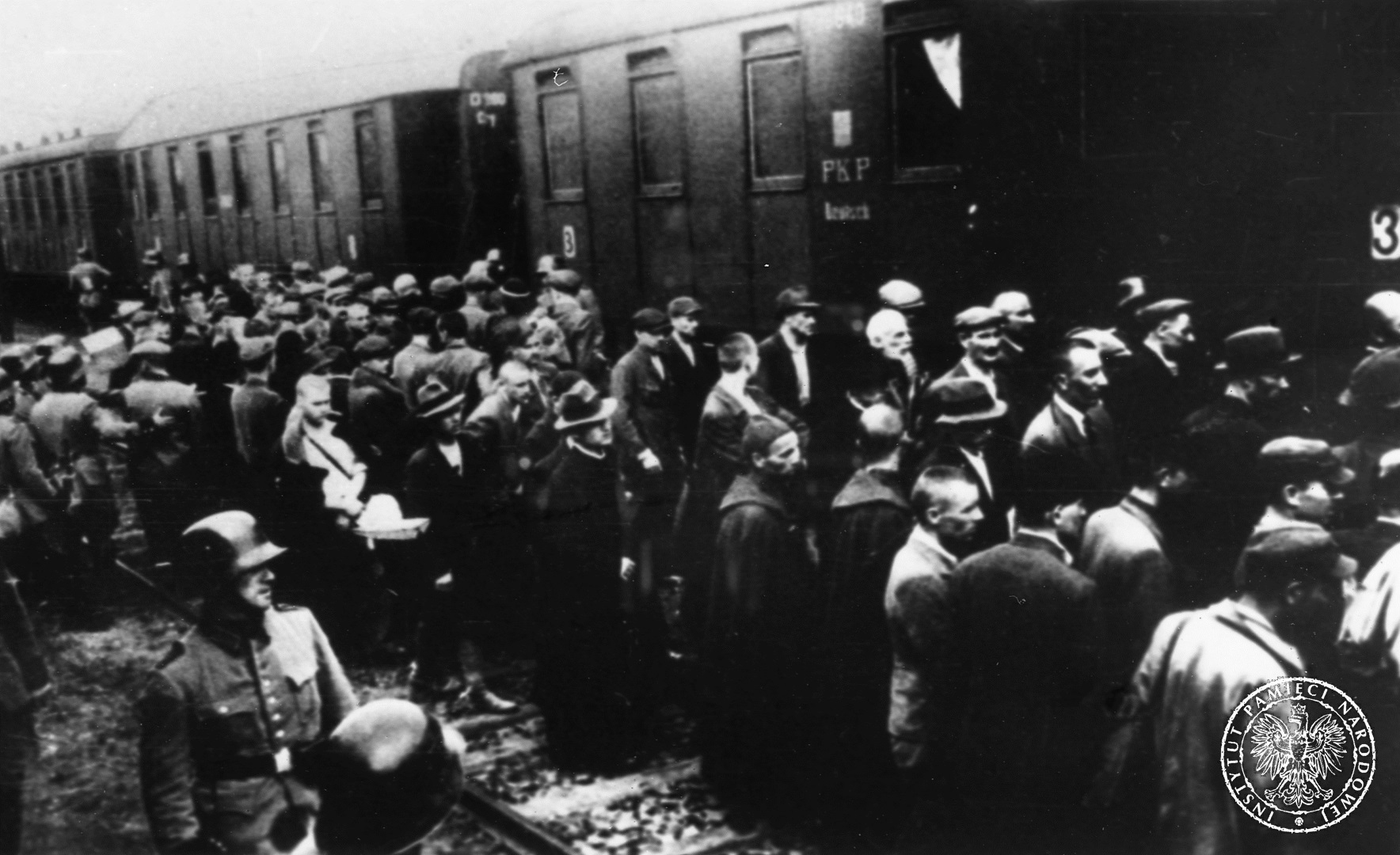
Déportation vers Auschwitz le 14 juin 1942

Le premier acte de génocide à Tarnów, appelé première action, date du 11 juin 1942, où pendant 9 jours les Allemands rassemblent des milliers de Juifs sur la place du marché, tandis qu'en même temps 3 000 sont abattus dans les rues et dans le cimetière juif. Environ 7 000 autres sont assassinés dans les bois près de Zbylitowska Góra et 12 000 déportés au camp d'extermination de Bełżec. En septembre 1942, 5 000 Juifs sont déportés au camp de la mort d'Auschwitz-Birkenau et 3 000 au camp de concentration de Płaszów.
Lors de la liquidation du ghetto en septembre 1943, les Allemands tuent près de 10 000 Juifs sur place. Les autres sont transportés au camp de concentration de Płaszów et au camp de travaux forcés de Szebnie. Les bâtiments abandonnés du ghetto sont saccagés et après la guerre démolis. Un nouveau quartier est construit à sa place, effaçant complètement la forme du quartier original qui avant-guerre était uniquement habité par des Juifs. 	

## Évolution de la population juive
L'évolution de la population juive de Tarnów aux XIXe et XXe siècles est donnée dans le tableau ci-dessous,,,: 
| Population juive à Tarnów |                               |                 |                      |
| Année                     | Population totale de la ville | Nombre de Juifs | Pourcentage de Juifs |
| 1830                      | ~ 3 500                       | ~ 1 200         | 34,3 %               |
| 1857                      | 8 459                         | 4 331           | 51,2 %               |
| 1869                      | 21 779                        | 10 693          | 49,1 %-              |
| 1880                      | 24 627                        | 11 349          | 46,1 %               |
| 1890                      | 27 524                        | 11 677          | 42,4 %               |
| 1900                      | 31 691                        | 12 586          | 39,7 %               |
| 1910                      | 36 731                        | 15 108          | 41,2 %               |
| 1921                      | 35 347                        | 15 608          | 44,2 %               |
| 1931                      | 44 927                        | 19 330          | 43,0 %               |
| 1939                      | ~ 56 000                      | ~ 25 000        | 44,6 %               |

## Personnalités juives nées à Tarnów
- Salo Wittmayer Baron (1895-1989), historien américain, spécialiste de l'histoire du peuple juif. Il enseigna à l'université Columbia de 1930 à sa retraite en 1963.
- Alfred Denner (1924-2012), résistant français et un professeur spécialisé dans les études commerciales. Il est le frère aîné de l'acteur Charles Denner.
- Charles Denner (1926-1995), résistant français, acteur. Auteur d'une prolifique carrière entre le théâtre et le cinéma. Il est le frère cadet d'Alfred Denner.
- Arthur Felix (1887-1956), microbiologiste anglais.
- Ignace Gelb (1907-1985), assyriologue et historien américain, pionnier de la recherche scientifique sur les écritures.
- Paul Gluck (1886-1964), père d'Antoinette Feuerwerker, juriste, résistante et éducatrice française; de Salomon Gluck, médecin français, résistant, disparu - assassiné - en déportation; et de Rose Warfman, résistante française, rescapée d'Auschwitz
- Sam Ringer (1918-1986), peintre français, rattaché à l'École de Paris. Il est le père de la chanteuse Catherine Ringer.
- Paul Roitman (1920-2007), rabbin français, résistant qui, après la Seconde Guerre mondiale, se consacre à l'éducation en France puis en Israël.
- Bezalel Schenirer (1853-?), père de Sarah Schenirer (1883-1935),  éducatrice juive orthodoxe connue pour avoir créé en Pologne en 1917 les Bais Yaakov, premières écoles d'enseignement religieux juif pour les filles.